# Rauchende Colts: Der letzte Apache
Rauchende Colts: Der letzte Apache (Originaltitel: Gunsmoke: The Last Apache) ist ein US-amerikanischer Western des Regisseurs Charles Correll aus dem Jahr 1990. Es handelt sich um den zweiten von fünf Fernsehfilmen zur Serie Rauchende Colts.

## Handlung
Der Film spielt kurz vor der Kapitulation des Apachenhäuptlings Geronimo am 4. September 1886 und ist in Arizona und Mexiko angesiedelt.
Matt war auf Goldsuche und besucht den Laden von Dan Reilly, um seinen Goldstaub einzulösen und seine Post abzuholen, zu der auch ein Brief der Yardner Cattle Company im Gebiet von Arizona gehört. Der Brief ist von Mike Yardner, die Matt auffordert, zu ihrer Ranch zurückzukehren, wenn er kann.
Unterwegs wird Matt von einem steinewerfenden Apachenjungen namens Nachite angegriffen und trifft auf den US-Kavallerie-Scout Chalk Brighton, der ihm mitteilt, dass Geronimo auf freiem Fuß ist, der wahre Ärger aber von Kriegshäuptling Mandac alias Wolf ausgeht.
Auf der Yardner-Ranch findet Matt Mike nach einem Angriff von Apachen-Kriegern noch am Leben, aber sie erzählt ihm, dass ihre Tochter Beth in Gefahr ist. Nachdem Beth von Wolf gefangen genommen wurde, offenbart Mike Matt, dass Beth seine Tochter ist. Gemeinsam machen sie sich auf den Weg zum Hauptquartier der US-Kavallerie in Madera, um die Hilfe der Armee für die Rettung von Beth zu erbitten, doch General Miles lehnt sie ab. Matt und Mike hecken einen Plan aus, um Geronimos Enkel, Nachite und Kyeta, gegen Beth auszutauschen.
Auf ihrem Weg dorthin werden Matt und Brighton von Colonel Aloysius Felton Bodine und seiner Gruppe von Skalpjägern aufgehalten. Dank Mikes Scharfschützenkönnen entkommen sie Bodine und reiten in Richtung Fronteras weiter.
Währenddessen beabsichtigt Wolf, Beth zur Frau zu nehmen.

## Veröffentlichung
Die Erstausstrahlung erfolgte am 18. März 1990 auf CBS. In Deutschland hatte der Film seine Premiere am 7. Mai 1994 auf Das Erste.

## Hintergrund
Der Film schließt inhaltlich an die Episode Verschollen (Originaltitel: Matt’s Love Story, Staffel 19, Folge 3) aus dem Jahr 1973 an.
Der Film wurde an mehreren Orten in Texas gedreht, darunter der Big Bend Ranch State Park, Alamo Village bei Brackettville und Bill Moodys Rancho Rio Grande bei Del Rio. Er wurde Amanda Blake, Stan Hough und dem emeritierten Schriftsteller Ron Bishop gewidmet.

## Kritik
„Für den zweiten Spielfilm, der die zentrale Figur aus der erfolgreichen Fernsehserie "Rauchende Colts" ("Gunsmoke") wieder aufnimmt (vgl. "Auf Leben und Tod", 1987), wurde die Handlung aus John Fords klassischem Western "Der schwarze Falke" überarbeitet, ohne allerdings qualitativ in die Nähe des Vorbilds zu kommen. Immerhin brauchbare Western-Unterhaltung mit ansehnlichen Darstellerleistungen.“